# آتشکده چم
آتشکده چم مربوط به سده‌های متأخر دوران‌های تاریخی پس از اسلام است و در شهرستان تفت، بخش مرکزی، روستای چم واقع شده و این اثر در تاریخ ۲۲ آبان ۱۳۸۶ با شمارهٔ ثبت ۱۹۹۸۸ به‌عنوان یکی از آثار ملی ایران به ثبت رسیده‌است.